# Federazione cestistica dello Zambia
La Federazione cestistica dello Zambia è l'ente che controlla e organizza la pallacanestro in Zambia.
La federazione controlla inoltre la nazionale di pallacanestro dello Zambia. Ha sede a Lusaka e l'attuale presidente è Sam Mukando.
È affiliata alla FIBA dal 1962 e organizza il campionato di pallacanestro dello Zambia.